# Placidus Seitz
Placidus Seitz OSB (* 13. September 1672 in Pössing bei Landsberg am Lech als Matthaeus Seitz; † 2. Oktober 1736 im Kloster Ettal) war ab 1709 Abt des Klosters Ettal.

## Leben
Matthäus Seitz schloss 1689 ein Studium der Philosophie ab und wurde Novize im Kloster Ettal. Am 23. Juli 1690 legte er sein Ordensgelübde ab, nahm den Ordensnamen Placidus an, studierte an der Universität Salzburg und wurde 1696 in Ettal von Johann Franz Eckher von Kapfing und Liechteneck zum Priester geweiht.
Anschließend wurde er an der Universität Salzburg zum Doctor theologiae promoviert, lehrte dort 1702–1705 Rhetorik, 1706–1709 Moralphilosophie, Geschichte und spekulativen Theologie und verfasste Dramen für das Salzburger Universitäts-Theater der Benediktiner. Später wurde er Archidiakon und Mitverordneter der Stände des Oberlandes Bayern.
Nach dem Vorbild von Ludwig IV., welcher im Kloster Ettal 1332 zwei Jahre nach der Gründung neben der geistlichen Abtei einen Ritterkonvent einrichten ließ und in Kenntnis der Regeln des von Ranuccio I. Farnese um 1600 gestifteten Collegio dei nobili di Parma, gründete er auch in Ettal ein Collegium Nobilium et Illustrium. Der bauliche Zustand entsprach nicht den Anforderungen einer Bildungseinrichtung. Das Kloster sei

„solcher gestalten ruinos und pauvöllig, daß man darin kheines weegs mehr gleichsamb ohne lebensgefahr wohnen khan“

Er ließ im Kloster dafür die notwendigen Gebäude erstellen und erhielt von der kaiserlichen Verwaltung in München aus dem für wohltätige Zwecke hinterlassenem Teil des Erbes von Maximilian Philipp Hieronymus 18.000 Taler. Nachdem Maximilian II. Emanuel wieder als Kurfürst eingesetzt war, erhielt er für ähnliche Zwecke ebenfalls aus dieser Stiftung weitere 6000 Taler. 1711 eröffnete er die Ritterakademie, wo Mathematik, Ingenieurwesen, Schanzen- und Minenbau, Artilleriekunde, Schießen mit Feuergewehr und Geschütz sowie praktische Truppenführung gelehrt wurde, mit 12 Kavalieren; bis 1743 studierten zwischen 70 und 80 Kavaliere. Seitz sagte zu, sechs Kavaliere auf Kosten des Klosters zu unterhalten, während für die übrigen 400 bis 500 Taler Schulgeld zu zahlen waren. Im Zuge des österreichischen Erbfolgekrieges rief Maria Theresia alle österreichischen Kavaliere 1743 zurück, worauf die Einrichtung 1744 abbrannte.
Das Kloster Ettal nahm in einer 1709 errichteten Brauerei das Braurecht wahr. Placidus II. betrieb eine aggressive Absatzpolitik für das Ettal'sche Gerstenbier. Einen Wirt mit kurfürstlicher Schankgenehmigung, der das kurfürstliche Weißbier aus Schongau ausschenkte, bestrafte er. Der Vorfall wurde vom Landrichter von Schongau, Ignaz Xaver Joachim von Füll in Kammerberg (1708–1749) an Johann Maximilian IV. Emanuel von Preysing nach München gemeldet, welcher Karl VII. vortrug, dieser verfügte einen am 21. Oktober 1731 zugestellten Erlass, der das Braurecht der Klöster im Kurfürstentum Bayern, bei Androhung von 1000 Talern Strafe, falls auch nur ein Sud stattfinden würde, aussetzte.

## 1702–1707 Schulpräfekt und Lustspieldichter, dramatisches Œuvre
- St. Antonius oder die göttliche Gnade triumphiert über die Macht der Finsternis
- Die jungfräuliche Märtyrerin St. Katharina
- Spiel der göttlichen Vorsehung bei Hch. Graf v. Calua (Sujet: Flucht des Lupoldus von Calua vor dem Zorn des Konrad II.)
- Der Sturz des Simon Magus
- Die Blutsbraut oder die menschliche Seele aus der Sündenknechtschaft losgekauft und aus der Teufelsbrautschaft neuerlich in die Brautschaft Christi genommen
- Liebe ist im Leid glücklicher
- Der verborgene Gott oder die Menschheit Christi
- Die Tragödie des Menschenlebens
- Der im Abraham und seinem Sohne Isaak geprüfte siegreiche und gekrönte Gehorsam
- Die verschwenderischen Söhne
- Die göttliche Liebeskunst von Theophilus
- St. Benediktus
- Conradin der letzte Herzog von Schwaben, ein Opfer barbarischer Grausamkeit
- Leo Castro – Barcicus steht Schildwacht bei den goldenen Äpfeln des Baumes der Jungfräulichkeit